# Kurt Zosel
Kurt Zosel (* 12. Oktober 1913 in Köln; † 22. Mai 1989) war ein deutscher Chemiker.

## Leben und Wirken
Kurt Zosel wurde als Sohn des Arztes Gustav Zosel und seiner Ehefrau Antonie geborene Winter in Köln-Lindenthal geboren. Nach der Reifeprüfung (1934) am Reformrealgymnasium in der Spiesergasse – dem späteren Albertus-Magnus-Gymnasium – studierte er Physik zunächst an der Universität Köln (1935), später an der Universität Berlin (1937). 1939 wurde Zosel als Soldat zur Wehrmacht eingezogen, verwundet und erlebte das Kriegsende im Lazarett. Nach dem Krieg begann er an der RWTH Aachen ein Chemie-Studium (1947), das er 1950 mit dem Diplom abschloss. Als Doktorand von Karl Ziegler arbeitete er anschließend am Max-Planck-Institut für Kohlenforschung in Mülheim an der Ruhr. Auch nach seiner Promotion (1952) blieb er Mitarbeiter des Instituts, wo er 1955 die Leitung der Versuchsanlage übernahm. Bei seinen wissenschaftlichen Arbeiten entdeckte er 1964 ein neues Prinzip zur Trennung von Stoffgemischen (Destraktion). Anwendung fand das Zoselsche Verfahren bei der Entkoffeinierung von Kaffeebohnen. Für seine Leistungen als Forscher erhielt Zosel 1979 – ein Jahr nach seiner Pensionierung – den Ruhrpreis für Kunst und Wissenschaft der Stadt Mülheim an der Ruhr.